# Fahrudin Mustafić
Fahrudin Mustafić (Novi Pazar, 17 de abril de 1981) é um ex-futebolista singapurense nascido na atual Sérvia (à época, parte da Iugoslávia).

## Carreira
Revelado pelo FK Novi Pazar, jogou nas categorias de base do clube entre 1991 e 2000, ano em que foi promovido ao elenco principal, atuando por 2 temporadas. Em janeiro de 2002, foi para Singapura jogar no Tampines Rovers, ao lado do compatriota Sead Muratović, e após 2 temporadas, conseguiu a cidadania do país.
Jogou também no Sengkang Marine (empréstimo), Persija Jakarta e Persela Lamongan, voltando ao Tampines em 2011. No final da temporada 2018 do futebol singapurense, Mustafić (ou "Farra", como era conhecido) anunciou sua aposentadoria aos 37 anos.

## Seleção
Mustafić estreou pela seleção nacional em janeiro de 2006, num amistoso contra a Dinamarca. Com 87 partidas disputadas em 12 anos de carreira internacional, é um dos jogadores que mais entraram em campo pelos Leões, fazendo 8 gols no total - destes, 3 foram sobre a Tailândia (2007, 2009 e 2012).

## Títulos
Tampines Rovers
- S.League (2): 2004, 2005
- Copa de Singapura (2): 2004, 2006

Seleção Singapurense
- AFF Championship (2): 2007, 2012